# Simodactylus horaki
Simodactylus horaki is een keversoort uit de familie van de kniptorren (Elateridae). De wetenschappelijke naam van de soort is voor het eerst geldig gepubliceerd in 2003 door Rainer Schimmel.